# Мозъчен тръст
Мозъчните тръстове, наричани още „аналитични центрове“, „фабрики за мисли“, „резервоар за мисли“  и „мислителен таран“ (на английски: think tanks) са неправителствени изследователски организации и групи, които по правило съсредоточават усилията си в областта на социалните науки – политика, икономика, социология, право и т.н. и които имат често функцията да защитават определен тип социални политики, политически стратегии, икономика, въпроси на науката и технологиите, индустриални или бизнес политики и дори военни съвети.  Много от мозъчните тръстове са организации с нестопанска цел и статутът им дава възможност за данъчни облекчения, например в САЩ и Канада, някои са финансирани от правителства, а други получават средства от консултиране. 
Според предмета си на дейност „мозъчните тръстове“ се делят на: изследователско-издателски, лобистки, правозащитни, културологични и целеви.
По широта на проблемите, които те разработват и изучават – световни (например така нареченият „Римски клуб“, „Националната фондация за демокрация“ в САЩ), национални и регионални.
По политическа ориентация: – политически заангажирани (Think Tanks в политическите партии и движения) и политически независими.

## Вътрешни препратки
1. ↑  Президентският резервоар за мисли, сайт на ИПИ, линк от 23/04/2010
2. ↑  ((en)) The American Heritage Dictionary. „Think Tank.“ 2000.; Merriam Webster's Dictionary. „Think Tank.“
3. ↑  ((en)) Diane Stone, 'Think Tanks and Policy Analysis', във Frank Fischer, Gerald J. Miller. & Mara S. Sidney (eds.) Handbook of Public Policy Analysis: Theory, Methods, and Politics, New York, Marcel Dekker Inc. 2006: 149 – 157